# Galeria dos Brasileiros Ilustres
Galeria dos Brasileiros Ilustres é o título do livro em dois volumes, publicados em 1858 e 1861, respectivamente, no Rio de Janeiro, que reúne desenhos e ensaios biográficos, feitos pelo editor e ilustrador franco-brasileiro S. A. Sisson.

## Descrição
A obra consiste em relatos de cunho documental e histórico das biografias e imagens das personalidades principais do período que aborda. Sisson instalara-se na então capital do império, à rua do Cano (depois rua Sete de Setembro), com um estúdio em que realizava retratos.
Segundo o estilo vigente, a escrita se dá em tons de louvação e não são assinados. Tancredo de Barros Paiva contudo, no seu Dicionário de Pseudônimos (1929), informa que foram vários os biógrafos, que relaciona.
Sisson, em a Introdução, diz que: "Nossa missão, pois, se resume exclusivamente em transmitir à posteridade os traços dos principais personagens do heróico drama da Independência do Brasil, e daqueles outros que, herdeiros desse legado glorioso, dirigem o país em sua marcha regular."

## Raridade e reedição
Além da pequena tiragem inicial, a raridade da obra deve-se ainda ao seu grande formato in-fólio, ao descaso de seus possuidores ao longo do tempo bem como ao descuido de antiquários e encadernadores, que mutilavam os exemplares para emoldurar as figuras e assim venderem-nas em separado. Esta situação fez com que, menos de cem anos após sua publicação, fosse extremamente difícil encontrar um só exemplar íntegro da obra.
O primeiro volume da obra, que trata d'Os Contemporâneos, teve uma reedição memorial cuidadosa levada a efeito pelo bibliófilo Rubens Borba de Moraes, como terceiro volume da coleção Biblioteca Histórica Brasileira de 1948, publicado pela Livraria Martins Editora, de São Paulo.